# Exocarpos neocaledonicus
Exocarpos neocaledonicus är en sandelträdsväxtart som beskrevs av Schlechter & Pilger. Exocarpos neocaledonicus ingår i släktet Exocarpos och familjen sandelträdsväxter. Inga underarter finns listade i Catalogue of Life.